# Krzeczyn Wielki
Krzeczyn Wielki – wieś w Polsce położona w województwie dolnośląskim, w powiecie lubińskim, w gminie Lubin.

## Podział administracyjny
W latach 1954–1968 wieś należała i była siedzibą władz gromady Krzeczyn Wielki, po jej zniesieniu w gromadzie Lubin. W latach 1975–1998 miejscowość administracyjnie należała do województwa legnickiego.

## Zabytki
Do wojewódzkiego rejestru zabytków wpisane są:
- kościół filialny pw. św. Marii Dominiki Mazzarello, z XIV-XVII w.[5]
- Kościół parafialny w Krzeczynie Wielkim
- cmentarz przykościelny
- zespół pałacowy, z XVII-XX w.

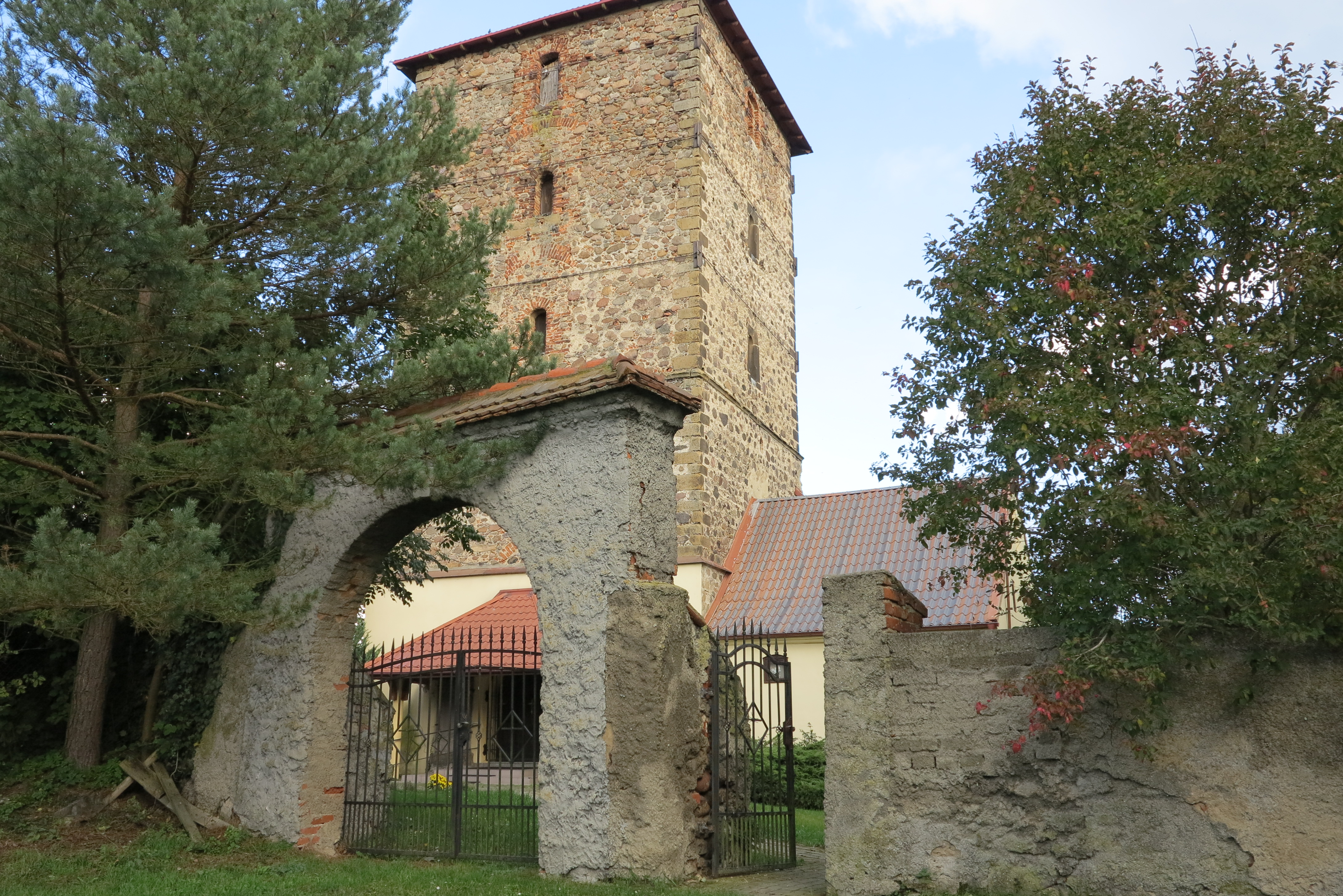
Kościół parafialny w Krzeczynie Wielkim

  - pałac, z końca XVII w., przebudowany w latach 1866-1872, eklektyczny, dwupiętrowy o złożonej bryle z wykorzystaniem murów pałacu barokowego
  - oficyna
  - oficyna gospodarcza
  - obora
  - park
- aleja lipowa Krzeczyn - Lubin, z XVIII w., XIX w.

## Turystyka

### Szlaki turystyczne
- Szlak Polskiej Miedzi – 46,7 km na trasie Złotoryja – Głogów
- szlak zielony - 97,4 km na trasie Lubań - Chobienia[6]